# آنا زابو تي.
آنا زابو تي. (و. 1972  م) هي مترجمة، وشاعرة، وكاتِبة من رومانيا، والمجر، ولدت في كلوج نابوكا.

## التعليم
تعلمت في جامعة أوتفوش لوراند (1991–1997)
.

## جوائز
حصلت على جوائز منها:
- نيشان الفنون والآداب من رتبة قائد (17 يناير 2013)[2]
- جائزة المنافسة العامة  [لغات أخرى]‏ (1946)

## وصلات خارجية
- آنا زابو تي. على موقع IMDb (الإنجليزية)
- آنا زابو تي. على موقع ديسكوغز (الإنجليزية)

- آنا زابو تي. في قاعدة بيانات الأفلام على الإنترنت